# Fiume di acque chiare

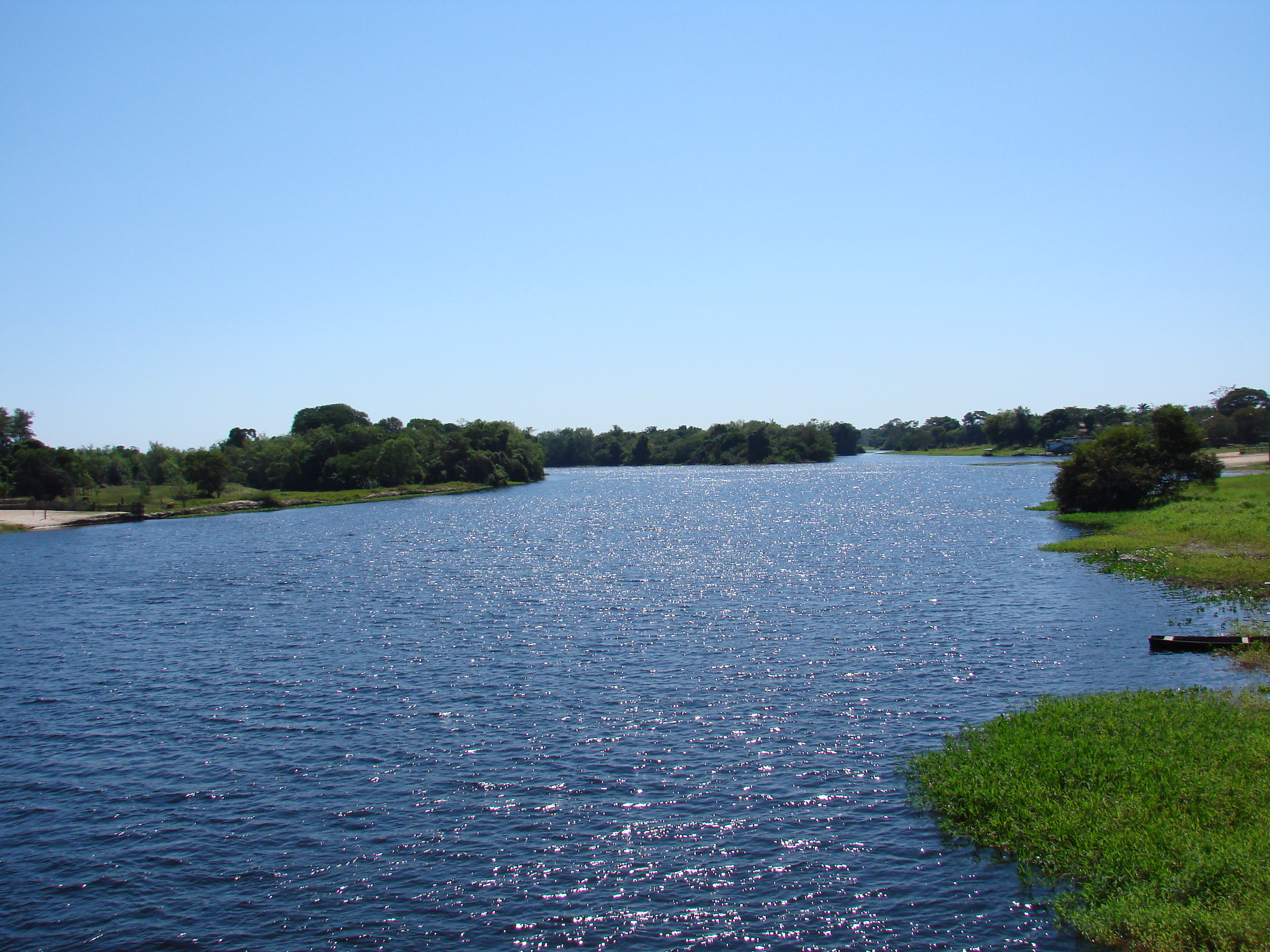
Il Rio Guaporé, un fiume di acque chiare

I fiumi di acque chiare, insieme ai fiumi di acque nere e ai fiumi di acque bianche, rappresentano uno dei tre principali tipi di corsi d'acqua diffusi nelle regioni tropicali. I fiumi di acque chiare sorgono prevalentemente da depositi terziari o da catene montuose paleozoiche e contengono quantità ridotte di sedimenti e di elettroliti. La conducibilità elettrica delle loro acque è bassa, e i livelli di azoto e fosforo presenti sono limitati. Tuttavia, grazie alle buone condizioni di illuminazione e alla continua disponibilità di nutrienti (pur se pochi e rapidamente utilizzati), la produzione primaria risulta molto elevata. Questi fiumi, però, presentano una scarsa presenza di molluschi. Il valore del pH oscilla tra acido e neutro, variando generalmente tra 4,5 e 7,8; nei fiumi più grandi si attesta tra 6,0 e 6,7.
I fiumi di acque chiare si trovano esclusivamente in Sudamerica e si distinguono per il caratteristico colore che varia dal giallo-verde all'olivastro. Il fondale di questi fiumi è costituito prevalentemente da sabbia o rocce, e la visibilità sott'acqua può raggiungere anche quattro metri. Nonostante la relativa scarsità di nutrienti, in questi fiumi si è sviluppata una variegata comunità biologica, anche se non paragonabile alla diversità presente nelle vicinanze dei fiumi di acque bianche. A differenza dei fiumi di acque bianche e nere, le inondazioni nei fiumi di acque chiare sono rare. Tra gli esempi più rappresentativi di questo tipo di fiumi ci sono il Rio Guaporé, il Rio Tapajós, il Rio Xingu e il Rio São Francisco.
I piccoli ruscelli sono generalmente rari nelle foreste pluviali tropicali, a causa dell'elevata capacità di assorbimento idrico da parte degli alberi. Un'eccezione è costituita proprio dalle foreste pluviali del bacino amazzonico, dove invece sono numerosi. La maggior parte di questi ruscelli sono ruscelli di acque chiare poveri di elettroliti, mentre ruscelli di acque bianche e ruscelli di acque nere risultano meno comuni.